# Чемпионат мира по «Что? Где? Когда?»

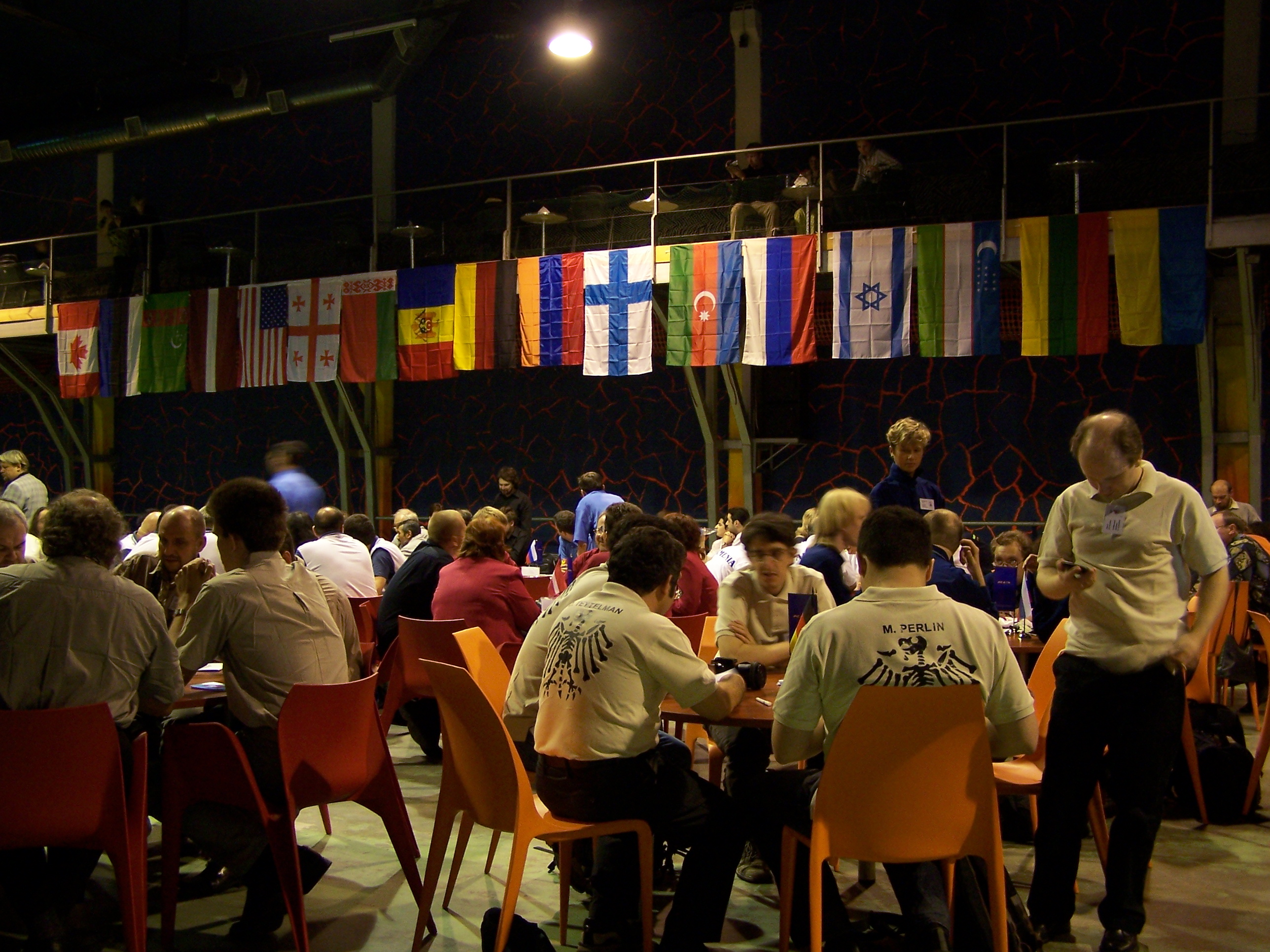
Чемпионат мира 2006 года, Калининград

Чемпионат мира по спортивной версии «Что? Где? Когда?» — ежегодный турнир по ЧГК, в котором принимают участие сильнейшие команды разных стран мира.
Проводится с 2002 года.
В чемпионате принимают участие чемпионы стран, а также лучшие команды по рейтингу Международной ассоциации клубов ЧГК.

## Результаты
| № ЧМ                                                             | Год  | Место проведения | Призёры                                                                          | Призёры                                                             | Призёры                                                                 | 4-6 места                                                                   | 4-6 места                                                           | 4-6 места                                                        |
| № ЧМ                                                             | Год  | Место проведения | Чемпион                                                                          | 2-е место                                                           | 3-е место                                                               | 4-е место                                                                   | 5-е место                                                           | 6-е место                                                        |
| ---------------------------------------------------------------- | ---- | ---------------- | -------------------------------------------------------------------------------- | ------------------------------------------------------------------- | ----------------------------------------------------------------------- | --------------------------------------------------------------------------- | ------------------------------------------------------------------- | ---------------------------------------------------------------- |
| I                                                                | 2002 | Баку             | «Троярд» (Санкт-Петербург) Капитан — Александр Друзь                             | Команда Севриновского (Москва) Капитан — Владимир Севриновский      | Команда Губанова (Петергоф) Капитан — Антон Губанов                     | «Гениус» (Москва) Капитан — Максим Поташев                                  | «Дипломат» (Санкт-Петербург) Капитан — Алексей Богословский         | «Малый шлем» (Москва) Капитан — Дмитрий Белявский                |
| II                                                               | 2003 | Баку             | «Genius» (Москва) Капитан — Максим Поташев                                       | «Ксеп» (Москва) Капитан — Владимир Севриновский                     | «Golden Telecom» (Москва) Капитан — Андрей Кузьмин                      | «Неспроста» (Москва) Капитан — Анатолий Белкин                              | Команда Губанова (Петергоф) Капитан — Антон Губанов                 | «Незнайка» (Хайфа) Капитан — Игорь Колмаков                      |
| III                                                              | 2004 | Баку             | Команда Касумова (Баку) Капитан — Балакиши Касумов                               | «Десятый вал» (Хайфа) Капитан — Олег Леденёв                        | «Ксеп» (Москва) Капитан — Владимир Севриновский                         | «Афина» (Москва) Капитан — Максим Поташев                                   | Команда Гусейнова (Баку) Капитан — Фаик Гусейнов                    | «Golden Telecom» (Москва) Капитан — Андрей Кузьмин               |
| IV                                                               | 2005 | Ярославль        | «Golden Telecom» (Москва) Капитан — Андрей Кузьмин                               | «Афина» (Москва) Капитан — Максим Поташев                           | «Десятый вал» (Хайфа) Капитан — Олег Леденёв                            | «Ксеп» (Москва) Капитан — Владимир Севриновский                             | Команда Губанова (Петергоф) Капитан — Антон Губанов                 | «Братья» (Тель-Авив) Капитан — Илья Тальянский                   |
| V                                                                | 2006 | Калининград      | Команда Губанова (Петергоф) Капитан — Антон Губанов                              | «Golden Telecom» (Москва) Капитан — Андрей Кузьмин                  | «Ксеп» (Москва) Капитан — Владимир Севриновский                         | «Афина» (Москва) Капитан — Максим Поташев                                   | «Неспроста» (Москва) Капитан — Анатолий Белкин                      | —                                                                |
| V                                                                | 2006 | Калининград      | Команда Губанова (Петергоф) Капитан — Антон Губанов                              | «Golden Telecom» (Москва) Капитан — Андрей Кузьмин                  | «Ксеп» (Москва) Капитан — Владимир Севриновский                         | «Афина» (Москва) Капитан — Максим Поташев                                   | «Троярд» (Санкт-Петербург) Капитан — Александр Друзь                | —                                                                |
| VI                                                               | 2007 | Светлогорск      | Команда Губанова (Петергоф) Капитан — Антон Губанов                              | «Афина» (Москва) Капитан — Максим Поташев                           | «Ксеп» (Москва) Капитан — Владимир Севриновский                         | «Golden Telecom» (Москва) Капитан — Андрей Кузьмин                          | «Братья» (Тель-Авив) Капитан — Илья Тальянский                      | «ЮМА» (Санкт-Петербург) Капитан — Сергей Виватенко               |
| VII                                                              | 2008 | Светлогорск      | «Неспроста» (Москва) Капитан — Анатолий Белкин                                   | Команда Кузьмина (Москва) Капитан — Андрей Кузьмин                  | Команда Губанова (Петергоф) Капитан — Антон Губанов                     | «Ксеп» (Москва) Капитан — Владимир Севриновский                             | «Афина» (Москва) Капитан — Максим Поташев                           | «Понаехали» (Москва) Капитан — Сергей Спешков                    |
| Чемпионат мира 2009 года не проводился из-за финансовых проблем. |      |                  |                                                                                  |                                                                     |                                                                         |                                                                             |                                                                     |                                                                  |
| VIII                                                             | 2010 | Эйлат            | «Никита Мобайл ТэТэ» (Ташкент) Капитан — Рустамхужа Саид-Аминов                  | «ЛКИ» (Москва) Капитан — Иван Семушин                               | «Бандерлоги-RITLabs» (Запорожье) Капитан — Александра Косолапова        | «Привет, Петербург!» (Петергоф) Капитан — Антон Губанов                     | «Понаехали» (Москва) Капитан — Сергей Спешков                       | «Мистраль» (сборная) Капитан — Дмитрий Борок (Самара)            |
| IX                                                               | 2011 | Одесса           | «Афина» (Москва) Капитан — Максим Поташёв                                        | «НМТТ» (Ташкент) Капитан — Рустамхужа Саид-Аминов                   | Команда Губанова (Петергоф) Капитан — Антон Губанов                     | «Ла Скала» (Санкт-Петербург) Капитан — Павел Уточкин                        | «ЛКИ» (Москва) Капитан — Иван Семушин                               | «Salvatore» (Санкт-Петербург) Капитан — Евгений Пашковский       |
| IX                                                               | 2011 | Одесса           | «Афина» (Москва) Капитан — Максим Поташёв                                        | «НМТТ» (Ташкент) Капитан — Рустамхужа Саид-Аминов                   | Команда Губанова (Петергоф) Капитан — Антон Губанов                     | «Ла Скала» (Санкт-Петербург) Капитан — Павел Уточкин                        | «ЛКИ» (Москва) Капитан — Иван Семушин                               | «Тайга» (Москва) Капитан — Егор Игнатенков                       |
| X                                                                | 2012 | Саранск          | «НМТТ» (Ташкент) Капитан — Рустамхужа Саид-Аминов                                | Команда Губанова (Петергоф) Капитан — Антон Губанов                 | «ЛКИ» (Москва) Капитан — Иван Семушин                                   | «Афина» (Москва) Капитан — Максим Поташёв                                   | «Ла Скала» (Санкт-Петербург) Капитан — Павел Уточкин                | «Georgia» (Тбилиси) Капитан — Давид Рапава                       |
| XI                                                               | 2013 | Дубна            | «ЛКИ» (Москва) Капитан — Иван Семушин                                            | «Tenzor Consulting» (Москва) Капитан — Илья Бер                     | «Афина» (Москва) Капитан — Максим Поташёв                               | «Мираж» (Самара) Капитан — Сергей Ефимов                                    | «Братья» (Тель-Авив) Капитан — Илья Тальянский                      | «Минус один» (Киев) Капитан — Антон Еганов                       |
| XI                                                               | 2013 | Дубна            | «ЛКИ» (Москва) Капитан — Иван Семушин                                            | «Tenzor Consulting» (Москва) Капитан — Илья Бер                     | «Афина» (Москва) Капитан — Максим Поташёв                               | «Мираж» (Самара) Капитан — Сергей Ефимов                                    | «Братья» (Тель-Авив) Капитан — Илья Тальянский                      | «Сова нашла хвост» (Лондон) Капитан — Дмитрий Арш                |
| XII                                                              | 2014 | Манавгат         | «Ксеп» (Москва) Капитан — Илья Бер                                               | «Ла Скала» (Санкт-Петербург) Капитан — Павел Уточкин                | «Афина» (Москва) Капитан — Максим Поташёв                               | Команда Касумова (Баку) Капитан — Балакиши Касумов                          | «Sonet» (Ташкент) Капитан — Дмитрий Вагапов                         |                                                                  |
| XIII                                                             | 2015 | Тбилиси          | «Рабочее название» (Санкт-Петербург) Капитан — Сергей Николенко                  | «Сборная Кирибати» (Санкт-Петербург) Капитан — Алексей Богословский | «Борский корабел» (Москва) Кап. Михаил Савченков                        | Команда Губанова (Петергоф) Капитан — Михаил Матвеев                        | —                                                                   | «Ксеп» (Москва) Капитан — Илья Бер                               |
| XIII                                                             | 2015 | Тбилиси          | «Рабочее название» (Санкт-Петербург) Капитан — Сергей Николенко                  | «Сборная Кирибати» (Санкт-Петербург) Капитан — Алексей Богословский | «Борский корабел» (Москва) Кап. Михаил Савченков                        | «Пахом Пихай» (Хельсинки) Капитан — Ксения Шагал                            | —                                                                   | «Хронически разумные United» (Минск) Капитан — Алексей Гончаров  |
| XIV                                                              | 2016 | Цахкадзор        | «Борский корабел» (Москва) Капитан — Михаил Савченков                            | «Рабочее название» (Санкт-Петербург) Капитан — Сергей Николенко     | «Ксеп» (Москва) Капитан — Илья Бер                                      | «Пахом Пихай» (Хельсинки) Капитан — Ксения Шагал                            | «Сборная Кирибати» (Санкт-Петербург) Капитан — Алексей Богословский | «Мираж» (Самара) Капитан — Сергей Ефимов                         |
| XV                                                               | 2017 | Астана           | «Рабочее название» (Санкт-Петербург) Капитан — Сергей Николенко                  | Команда Губанова (Санкт-Петербург) Капитан — Алексей Гилёв          | «Борский корабел» (Москва) Капитан — Михаил Савченков                   | «Ксеп» (Москва) Капитан — Илья Бер «Мираж» (Самара) Капитан — Сергей Ефимов | —                                                                   | «Пахом Пихай» (Хельсинки) Капитан — Ксения Шагал                 |
| XVI                                                              | 2018 | Ереван           | «Команда Алексея Богословского» (Санкт-Петербург) Капитан — Алексей Богословский | «Команда Алексея Гилёва» (Санкт-Петербург) Капитан — Алексей Гилёв  | «Команда Сергея Николенко» (Санкт-Петербург) Капитан — Сергей Николенко | «Команда Инны Семёновой (Москва) Капитан — Инна Семёнова                    | «Команда Ильи Бера (Москва) Капитан — Илья Бер                      | «Команда Михаила Савченкова» (Москва) Капитан — Михаил Савченков |
| XVII                                                             | 2019 | Баку             | «Команда Михаила Савченкова» (Москва) Кап. Михаил Савченков                      | «Команда Алексея Гилёва» (Санкт-Петербург) Капитан — Алексей Гилёв  | «Команда Евгения Дёмина (Нижний Новгород) Капитан — Евгений Дёмин       | «Команда Владимира Островского» (Киев) Капитан — Владимир Островский        | «Команда Ильи Бера (Москва) Капитан — Илья Бер                      | «Команда Инны Семёновой (Москва) Капитан — Инна Семёнова         |
|                                                                  | 2020 | Ташкент          | Отменён в связи с пандемией COVID-19                                             | Отменён в связи с пандемией COVID-19                                | Отменён в связи с пандемией COVID-19                                    | Отменён в связи с пандемией COVID-19                                        | Отменён в связи с пандемией COVID-19                                | Отменён в связи с пандемией COVID-19                             |

По состоянию на 2020 год только шесть знатоков приняли участие во всех 17 чемпионатах мира по «Что? Где? Когда?». Это Юрий Выменец, Михаил Левандовский, Александр Либер, Илья Новиков, Максим Поташев и Владимир Степанов. Все шестеро хотя бы один раз становились победителями чемпионата.